# Yunus Emre
Yunus Emre (juˈnus emˈɾe; 1240 – 1320) è stato un poeta e un sufi turco.

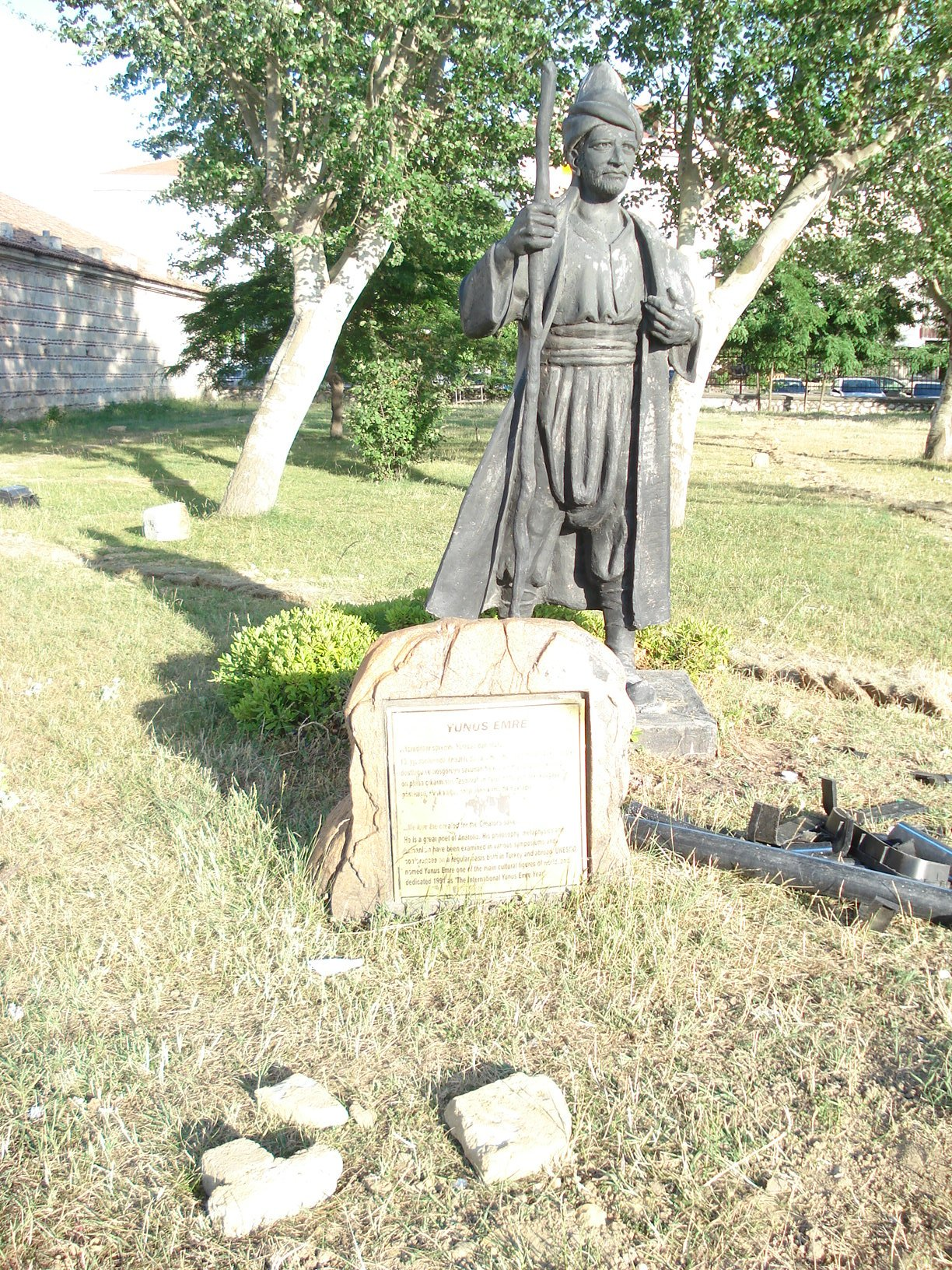
Statua di Yunus Emre a Büyükçekmece (Istanbul).

Ha avuto, e seguita ad avere, un'enorme influenza sulla letteratura turca, grazie al fatto che le sue opere furono scritte in  lingua turca - parlata allora nell'Anatolia centrale e occidentale e da anonimi poeti popolari, cantastorie e narratori di favole, d'indovinelli (tekerlemeler) e di proverbi, anziché ricorrere alle consuete lingue araba e persiana - e diffusamente conosciute, accanto a quelle di Ahmet Yesevi e di Sultan Walad.
Come Il libro di Dede Korkut, un antico e anonimo componimento epico centro-asiatico redatto in lingua Oghuz, che non a caso ispirò Yunus Emre nel suo occasionale ricorso dei tekerlemeler, l'opera fu trasmessa oralmente dai suoi contemporanei: tradizione questa che perdurò a lungo.
In seguito all'invasione mongola dell'Anatolia, agevolata dalla sconfitta del Sultanato di Rum nel 1243 (Battaglia di Köse Dağ), la letteratura musulmana d'impianto mistico prosperò in Anatolia, e Yunus Emre divenne uno dei poeti maggiormente apprezzati. I poemi di Sultan Yunus Emre — malgrado l'apparente semplicità di facciata — veicolano invece concetti mistici abbastanza complessi.

Egli rimane una figura popolare in un buon numero di Paesi, dall'Azerbaigian ai Balcani, e ben sette località si disputano l'onore di attribuirsi il luogo della sua sepoltura.
L'immagine di Yunus Emre è stata riportata nel 2009 sul retro della banconota da 200 lire turche.
L'istituto per la diffusione della lingua e cultura turche, fondato nel 2007 e con sede centrale ad Ankara, è stato a lui intitolato.

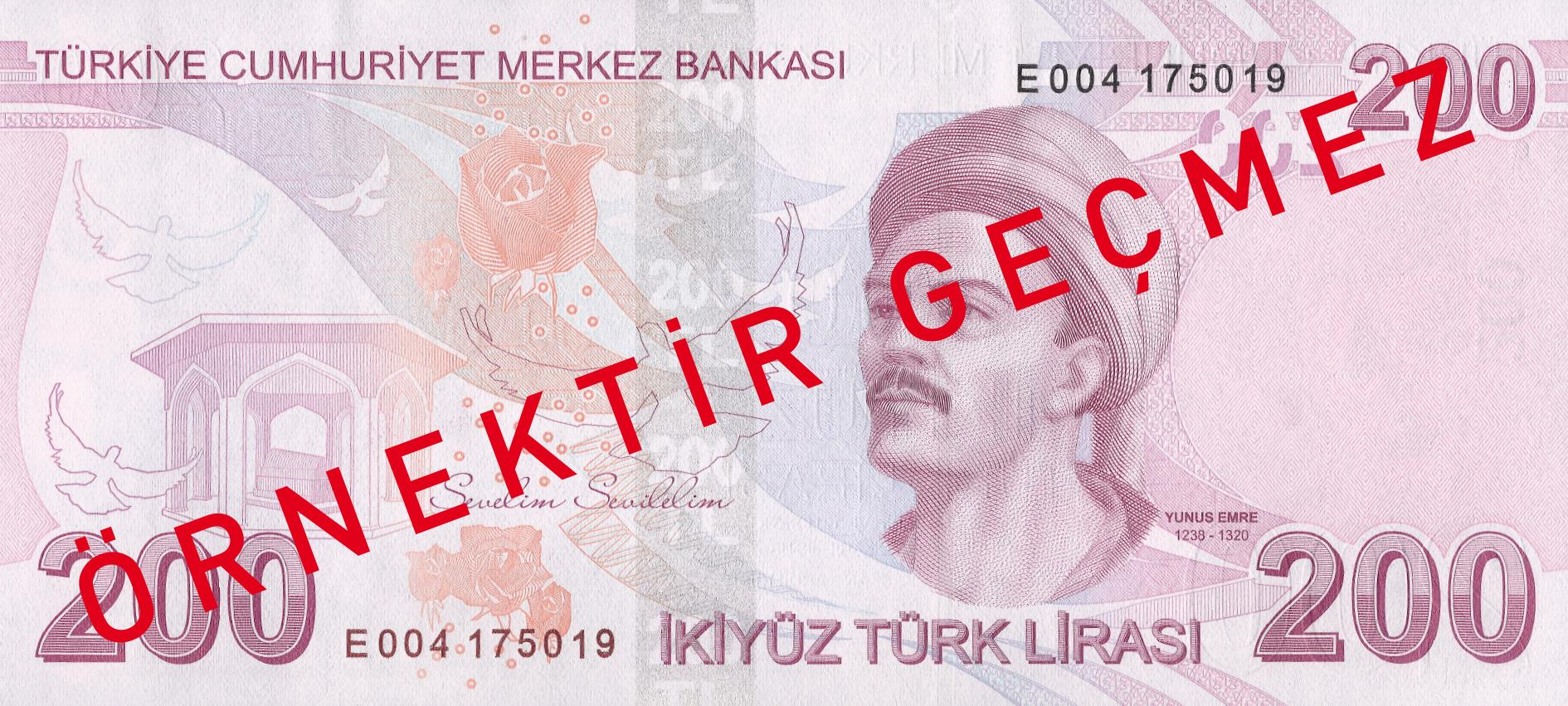
Retro della banconota da 200 lire turche (2009)